# Немирів (санаторій)
50°5′53″ пн. ш. 23°23′47″ сх. д. / 50.09806° пн. ш. 23.39639° сх. д.
Санаторій «Немирів» — бальнеологічний сірководневий санаторій, що знаходиться за 3 км на захід по автошляху Т 1403 від смт. Немирів Яворівського району Львівської області. Один із найстаріших санаторно-курортних комплексів України, діяв з 1814 р.
Санаторій «Немирів» розташований у сосновому лісі, на околицях містечка, має сприятливі природні чинники для оздоровлення людини. Санаторій славиться своїми унікальними сірководневими ваннами і джерелами питної води «Анна», що застосовується при захворюваннях шлунково-кишкового тракту. Концентрація сірководню сягає в немирівських водах до 180 мг/літр. З огляду на хімічний склад, належать вони до груп: сірко-вапняно-содових і сірко-водневих.
Тут діяв й фізіотерапевтичний комплекс, зокрема використовували функціональну та ультразвукову діагностику, масаж, гідротерапію, озокерит для аплікацій, електропроцедури. До послуг відпочивальників були фіто- та лазеротерапія, рефлексотерапія, рентгенкабінет, стоматологічний та зубопротезний кабінети.
У санаторії Немирів лікували захворювання шкіри, післяопікові стани, захворювання нервової системи, опорно-рухового апарату, серцево-судинні та шлунково-кишкового тракту, печінки та жовчного міхура, захворювання чоловічої та жіночої статевої сфери.
За часів незалежної України, санаторій, будучи у державній власності, поступово занепадав, а у 2015 році взагалі припинив свою діяльність.

## Історія

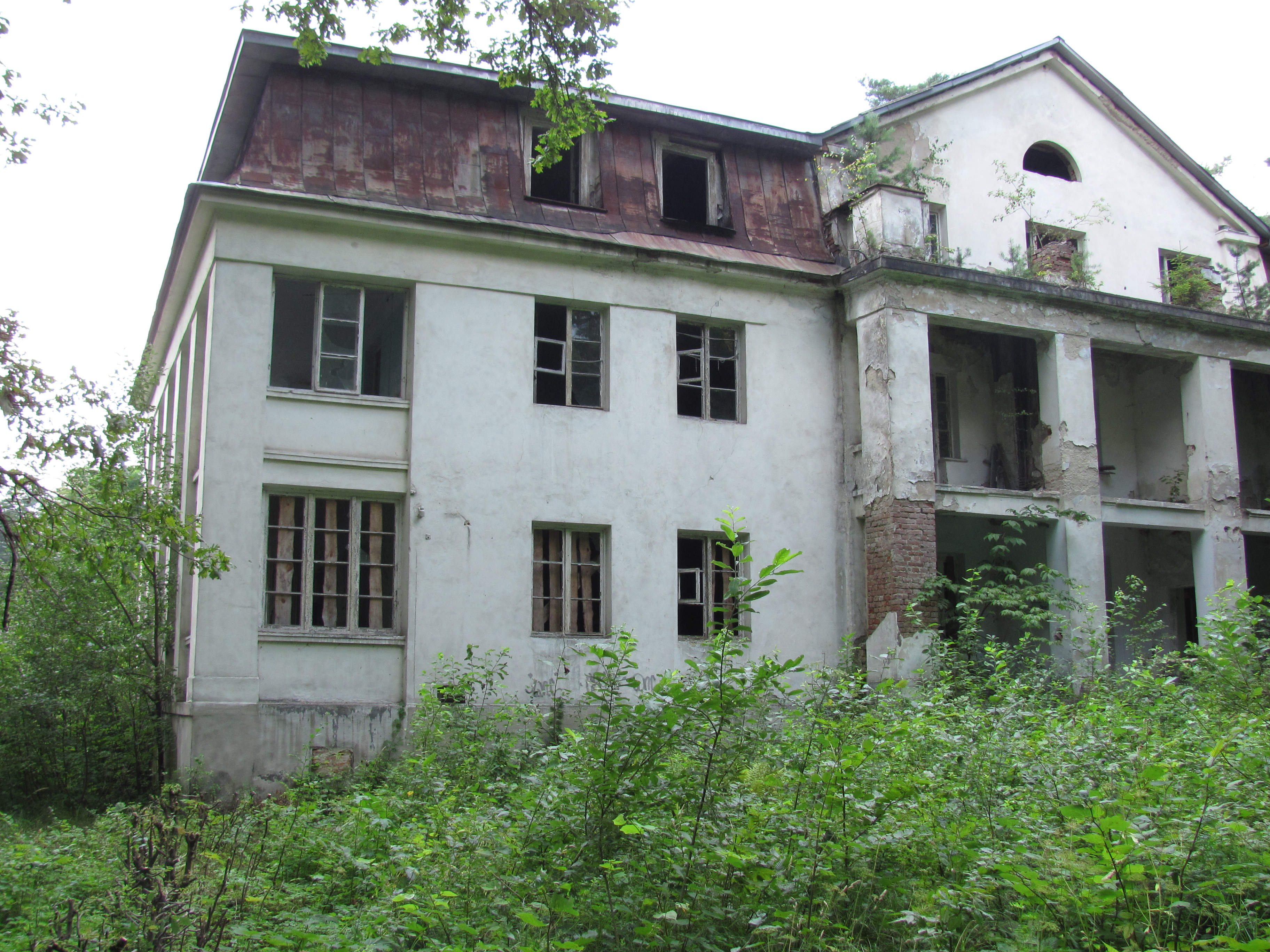
Одна із занедбаних довоєнних вілл (2010)

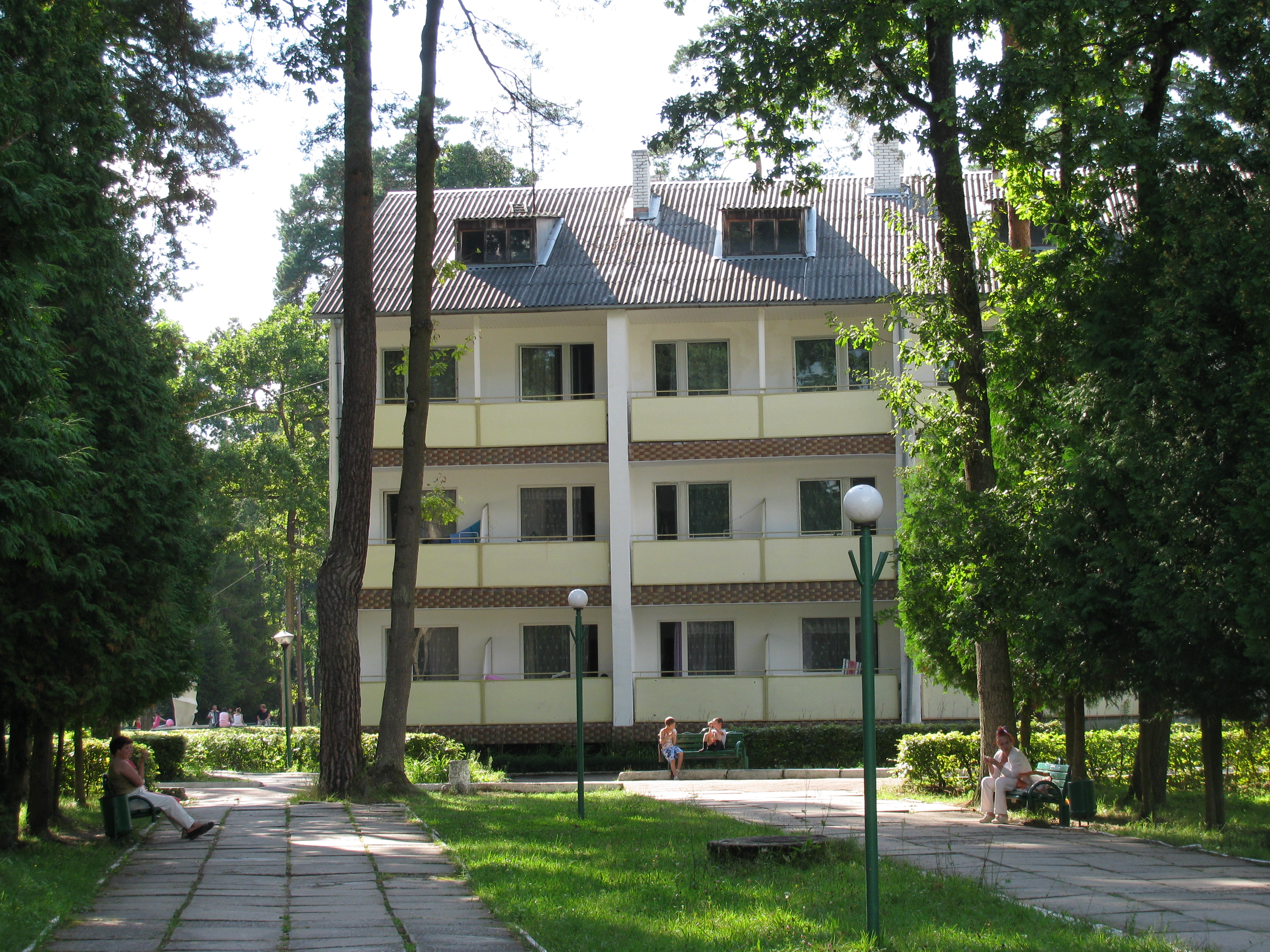
Один із корпусів радянського типу (2010)

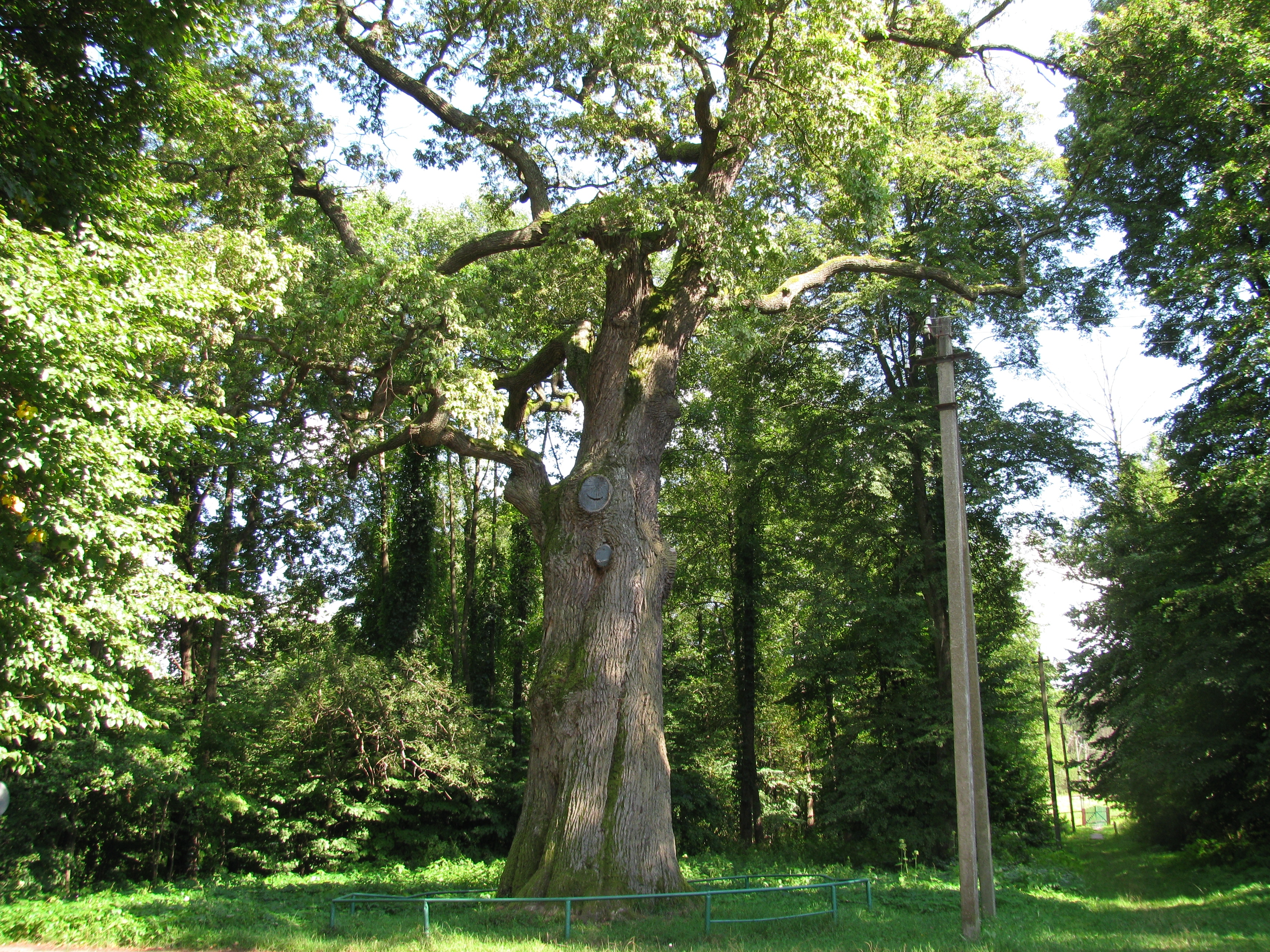
Дуб з 1588 року

Селище Немирів відомий є, перш за все, як містечко — здравниця, який славився лікувальними властивостями розточанських вод. На захід від міста (3 км від його центру), в долині річки Смердех, яка свою назву завдячує характерному запаху сірчаних джерел, знаходиться Санаторій Немирова. Своїми початками сягає 1814 року і належить до найстарших лікувальних закладів цього типу. Збудував його у своєму маєтку граф Ігнацій Гілярій Мощинський. Немирівські Бані складалися на початку з одного будинку з банями й дерев'яними ваннами. У чергових роках прибули наступні будівлі. У літньому сезоні у ваннах відпочивав граф Мощинський. Під час його перебування оживало культурне життя, виступали придворні музиканти й актори. На початку 1830-х років перевагами оздоровниці користалися близько 200 пацієнтів. Діючих було декілька джерел, з них два до купання і одне для пиття. Тодішні науковці підтвердили виняткові властивості немирівської сірководневої води.
Перший, сприятливий період в історії оздоровниці, закінчився разом з великою пожежею Немирова в 1834 році. Після періоду занепаду бані знову почалися розвиватися. У II половині XIX століття діяло вже декілька санаторіїв, в цьому великий дім для євреїв, існував також зал для забав і театр. Повне відродження купального підприємства настало за часів чергових власників немирівських маєтків — Крузенштернів.
Великий вклад у розквіт здравниці на переломі XIX і XX століть, а також в роках між війнами зробив граф Карл Крузенштерн, шанувальник бальнеології. Згідно з Мечиславом Орловичем, в 1906 році функціонували тут три джерела: «Марія», «Ганна» і «Броніслава». Дослідження складу немирівської води провів у той час д-р Броніслав Радзішевський, професор хімії Львівського університету. Біля відремонтованих старих вілл збудовано нову, з високим, як на ті часи, стандартом — з водопроводами, каналізацією, рестораном і читальнею, віллу «Девайтис». Разом заклад мав 10 вілл «добре обладнаних (.), розкиданих по парку і лісі». Будова в 1907 році нового купального закладу на 21 ванн, значно збільшила відвідуваність, яке оцінювано тоді на 700 осіб в сезоні. Курортникам пропоновано купання у гарячій сірководневій воді або лікувальній грязі, інгаляції, масажі. Для розваги гостей в курортному саду влаштовано модний тоді тенісний корт, кегельбан, поле для крикету, поставлено гімнастичні знаряддя. На ставі у сусідній Руді організовували поїздки човнами. В курортному будинку був бальний зал, хоча були теж нарікання на брак власного оркестру. Немирівські Бані рекламовано, як такі, що належать до найкращих, і водночас найдешевших, в тодішній Галичині.
Після І війни Немирів мав вже своє почесне місце на мапі тодішніх польських здравниць. З початку 30 років XX століття здравницею управляла, покликана до цієї мети, спілка. Центральним об'єктом здравниці була будівля лікувальних грязьових і сірководневих ванн з характерною оглядовою вежею. Провадило до неї місце для прогулянок з концертною альтанкою. Прибуло багато мурованих і дерев'яних будівель з цікавою здравницькою архітектурою: вілла «Варшав'янка», пансіонат «Лобзов'янка», будівля театру і ресторану. Деякі вілли проектував інж. Владислав Ройбенбауер, здібний будівельник з Любачева.
У період між війнами не забракло акцентів, пов'язаних з постаттю короля Яна III Собєського. Імовірно в 1932 році, з нагоди 260-ї річниці битви під Немировом, або в 1933 році, коли в самостійній Польщі святкували 250-у річницю віденської перемоги, у Немирівських Банях поставлено пам'ятник Собєському. Погруддя короля знаходиться в центрі здравниці, поблизу дуба з 1588 року.
Під час II світової війни і у післявоєнний період давня архітектура здравниці в переважній більшості припинила на жаль своє існування. При головній санаторній алеї збереглася покинута вілла з 20—30-х років XX століття. Інші пам'ятки будівництва здравниці можна зустріти на краю санаторію. Сучасна забудова здравниці походить з радянських часів. Це є жилі блоки для курортників, їдальня, амбулаторія здоров'я, адміністративна будівля. Санаторій має досконалої якості сірководневу воду, надавав багато лікувальних послуг. Користувалися ними курортники з цілої України, а також, щораз частіше, із сусідньої Польщі.
Немирів і Немирівські Бані являють цілість, що взаємно доповнюється. Атракції містечка переплітаються з натуральними перевагами здравниці.